# Dissertatio inauguralis botanico medica de Artemisiis
Dissertatio inauguralis botanico medica de Artemisiis — ілюстрована наукова робота з ботанічними описами рослин роду Artemisia, написана Йоганнесом Паулем Стехманом (Johannes Paul Stechmann) на латинській мові і видана в Геттінгені в 1775 році .
Стандартне позначення назви книги при використанні в номенклатурних цитатах — Artemis.
Повна назва роботи — Dissertatio inauguralis botanico medica de Artemisiis. Quam consensu ordinis medicorum in Academia Georgia Augusta pro summis in medicina honoribus ev privilegiis legitime capessendis die vi. ivnii mdcclxxvy.
Робота створювалася як ботаніко-медична дисертація автора на здобуття наукового ступеня після навчання в Геттінгенському університеті, де Стехман навчався з 1769 року . Понад десять назв видів полину, описаних в даній роботі, входять в сучасну ботанічну номенклатуру.